# Marcilly-en-Villette
Marcilly-en-Villette település Franciaországban, Loiret megyében. Lakosainak száma 2185 fő (2022. január 1.). Marcilly-en-Villette La Ferté-Saint-Aubin, Ménestreau-en-Villette, Saint-Cyr-en-Val, Sandillon és Vienne-en-Val községekkel határos.

## Népesség
A település népességének változása:
| Lakosok száma | 833  | 1401 | 1714 | 1980 | 2040 | 2056 | 2124 | 2138 | 2145 | 2185 |
|               | 1968 | 1982 | 1990 | 2006 | 2013 | 2015 | 2017 | 2019 | 2020 | 2022 |